# Braun Photo Technik
Die Braun Photo Technik GmbH, vormals Carl Braun Camerawerk Nürnberg, war ein 1915 gegründeter Hersteller von Foto- und Präsentationstechnik mit Sitz in Nürnberg und ist heute eine Marke der Reflecta GmbH aus Eutingen.

## Geschichte

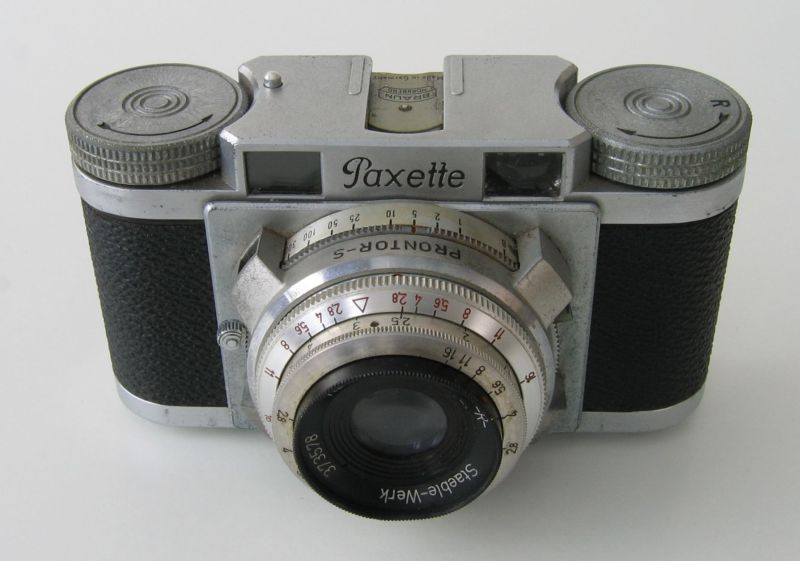
Braun Paxette, 1950er-Jahre

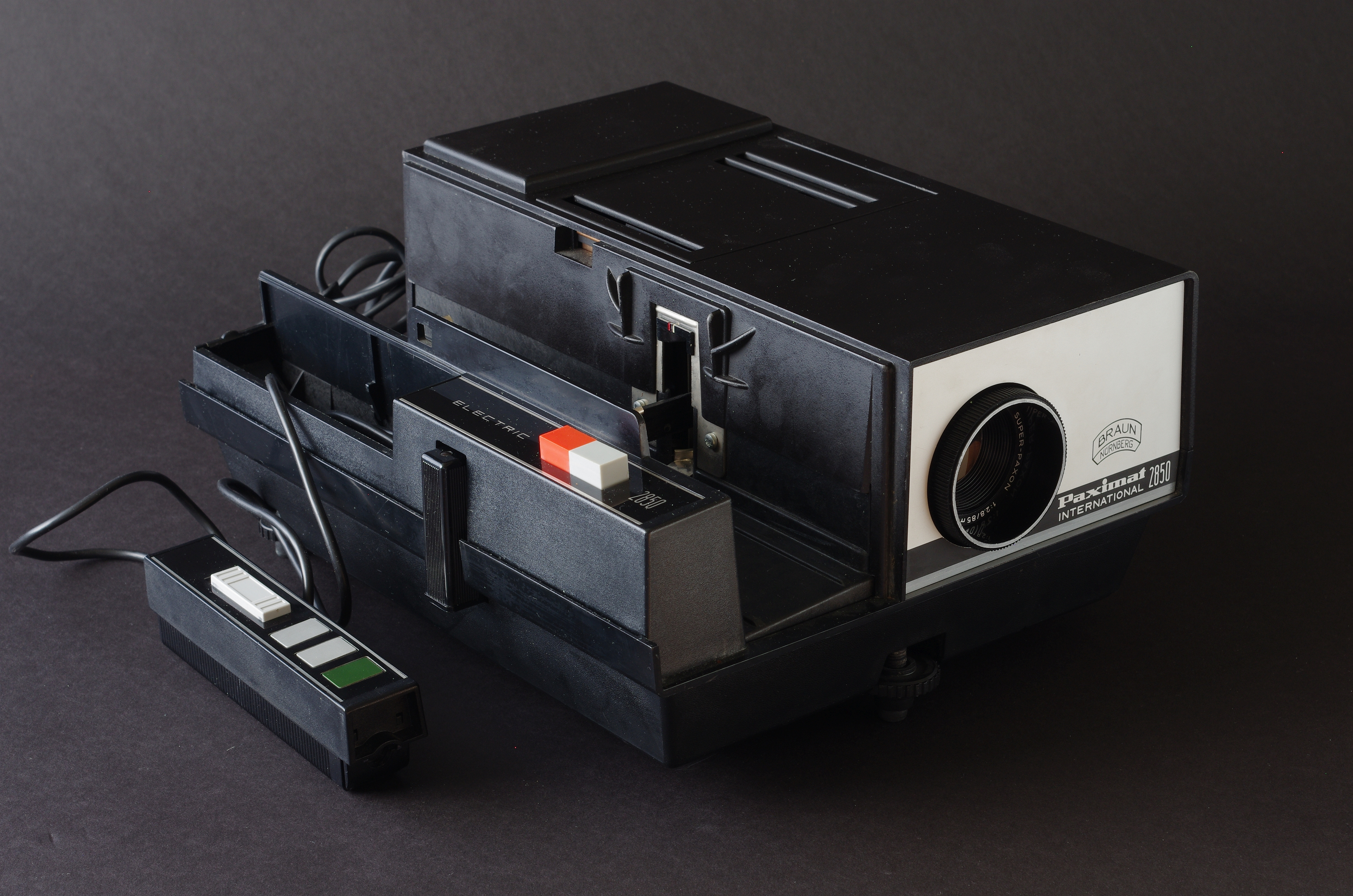
Braun Paximat 2850
mit integrierter Fernbedienung

Bereits im Jahr 1915 wurde die Karl Braun KG von Karl Braun gegründet, im Jahr 1948 ging aus ihr das Carl Braun Camera-Werk Nürnberg hervor. Im selben Jahr nahm Braun die Produktion von Boxkameras für Rollfilm, ab 1950 die Fertigung von Kleinbildkameras auf. Die Paxette ist die bekannteste Kleinbildsucherkamera des Unternehmens. Wegen ihres erschwinglichen Preises wurde sie auch als „Volksschullehrer-Leica“ bezeichnet. 1965 wurde die Produktion von Kameras nach Fernost verlagert.
In den 1970er und 80er Jahren hatte Carl Braun Vertrieb und Service von Konica-Kameras in Deutschland übernommen.
Ab 1954 stellte Braun Diaprojektoren her. Das Modell Paximat war einer der erfolgreichsten halbautomatischen Diaprojektoren am Markt und jahrelang ein wichtiges Standbein des Unternehmens. Bis 1997 wurden mehr als vier Millionen Stück verkauft. Daneben war das Episkop-Paxiscope, ein Projektor für nicht transparente Vorlagen, ein weit verbreitetes Produkt. Der Durchbruch der Digitalfotografie führte zum Absatzeinbruch von Diaprojektoren Ende der 1990er Jahre. Im Jahr 2000 musste das Unternehmen Insolvenz anmelden. 2004 wurde Braun umbenannt und firmiert seitdem unter dem Namen BRAUN PHOTO TECHNIK GmbH.
Heute werden unter der Marke Braun Ferngläser, Diaprojektoren, Diascanner, analoge Kleinbild- und Spiegelreflexkameras, seit 2003 auch Digitalkameras vertrieben, 2011 eine digitale Actioncam mit Unterwassergehäuse als Zubehör und Zubehör wie beispielsweise Fotorucksäcke. Zur IFA 2014 wurden weitere HD-Actioncams Champion und Jumper vorgestellt.
Im Jahre 2016 zog die Firma vom ursprünglichen Firmensitz Nürnberg nach Eutingen in Baden-Württemberg um, wo sie gemeinsam mit der langjährigen Markeneigentümerin, der Reflecta GmbH (1967 in Nürnberg gegründeter Fotozubehöranbieter, seit 1984 auch Anbieter von Diaprojektoren) ein neu errichtetes Verwaltungs- und Produktionsgebäude bezog.
Inzwischen bietet Braun auch Dashcams an.

## Produkte (digital)

### Kameras
- d310[5]
- d4.0[5]
- D504 (2005, 5 MB)[13]
- D600 (6,2 MB, Zoomobjektiv)[5]
- MiniActionDV (2011, Zubehör Unterwassergehäuse)
- Champion (2014)
- Jumper (2014, Unterwasser-Actioncam)
- B-Box T7 (etwa 2018, Dashcam)
- B-Box T9 (2019, Dashcam)

### Scanner

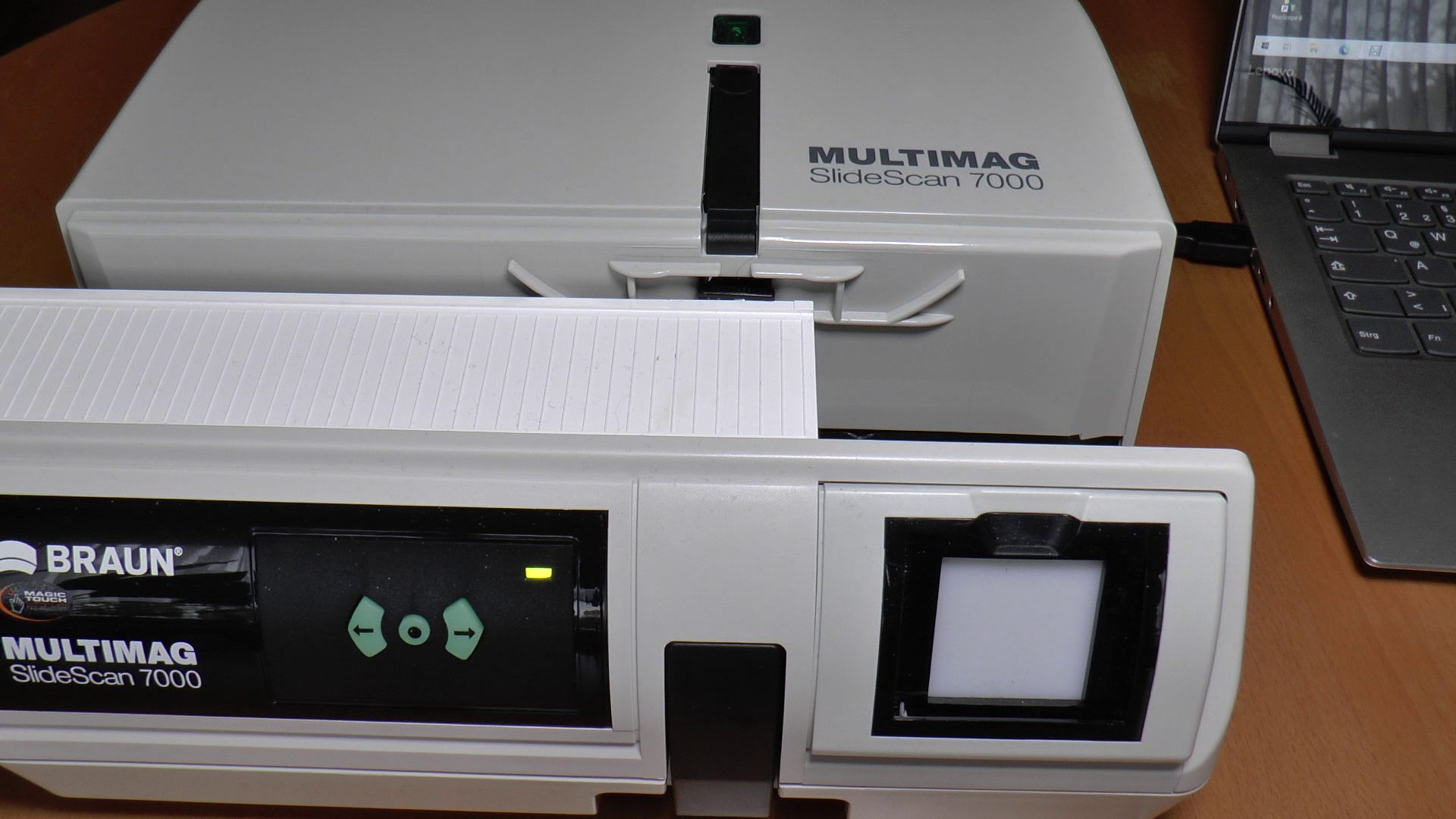
Braun Multimag Slidescan 7000 im Magazinbetrieb.

CyberViewX5 Screenshot

Braun bietet nach den Wiedergabegeräten für analoge Medien heute auch Scanner zur Digitalisierung dieser Medien an. Im Wesentlichen handelt es sich hierbei um
- den Filmscanner Novoscan 8mm für Normal-8 und Super-8 (Reflecta-Produktname: „Film Scanner Super 8 – Normal 8“)
- den Mittelformatscanner FS120 (Reflecta-Produktname: „Mittelformatscanner MF5000“)
- den Diascanner Multimag SlideScan 7000 (Reflecta-Produktname: „DigitDia 7000“)

Die Produkte wenden sich in Preisklasse und Leistung an den semiprofessionellen Anwender, der auch größere Mengen an Medien digitalisieren möchte. Der Schmalfilm-Scanner kommt ohne PC aus und leistet eine Einzelbildabtastung in einem 9-fachen der originalen Spieldauer (2 Bilder/Sekunde Scangeschwindigkeit zu 18 Bildern/Sekunde Abspielgeschwindigkeit). Die Einzelbilder werden auf einem Speichermedium als Videodatei abgelegt. Die beiden Scanner für Filmstreifen, Negative und gerahmte Dias benötigen einen PC-Anschluss und werden durch Software gesteuert. Beide Bild-Scanner unterstützen die Magic Touch-Technik zur Erkennung von Staub und Kratzern. Für die Erkennung kommt hier ein zusätzlicher Infrarotsensor zum Einsatz. Der Diascanner Multimag SlideScan hat als Haupt-Scaneinheit einen CCD-Sensor mit 48 Bit Farbtiefe und einer Auflösung von bis zu 10000 dpi. Zusätzlich sind HDR-Scans möglich. Das originale Braun-Produkt des Multimag SlideScan 7000 wird von Braun als „nicht mehr verfügbar“ ausgewiesen.

## Produkte (analog)

### Kameras

#### Mittelformat

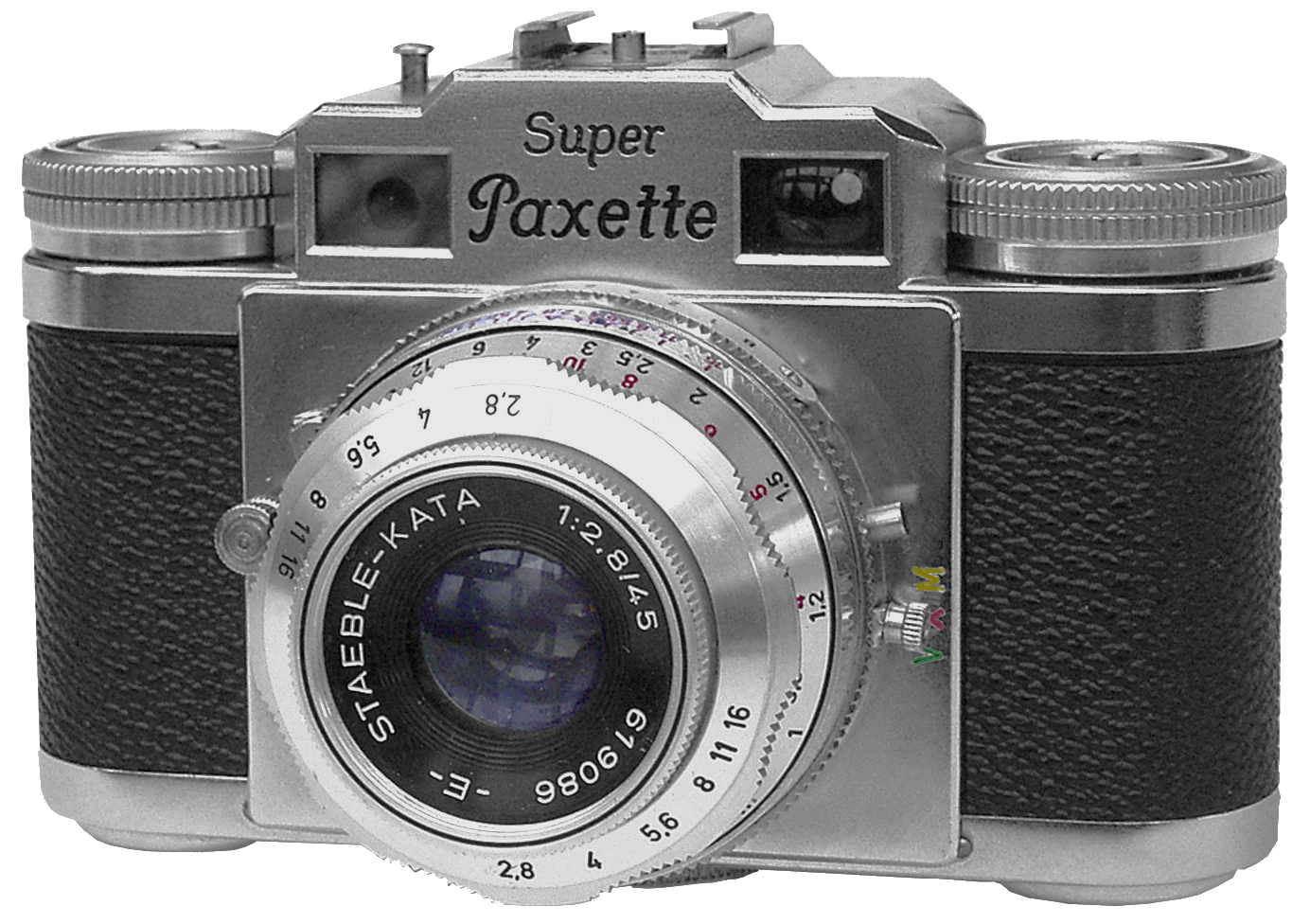
Braun Super Paxette I
mit Staeble-Objektiv

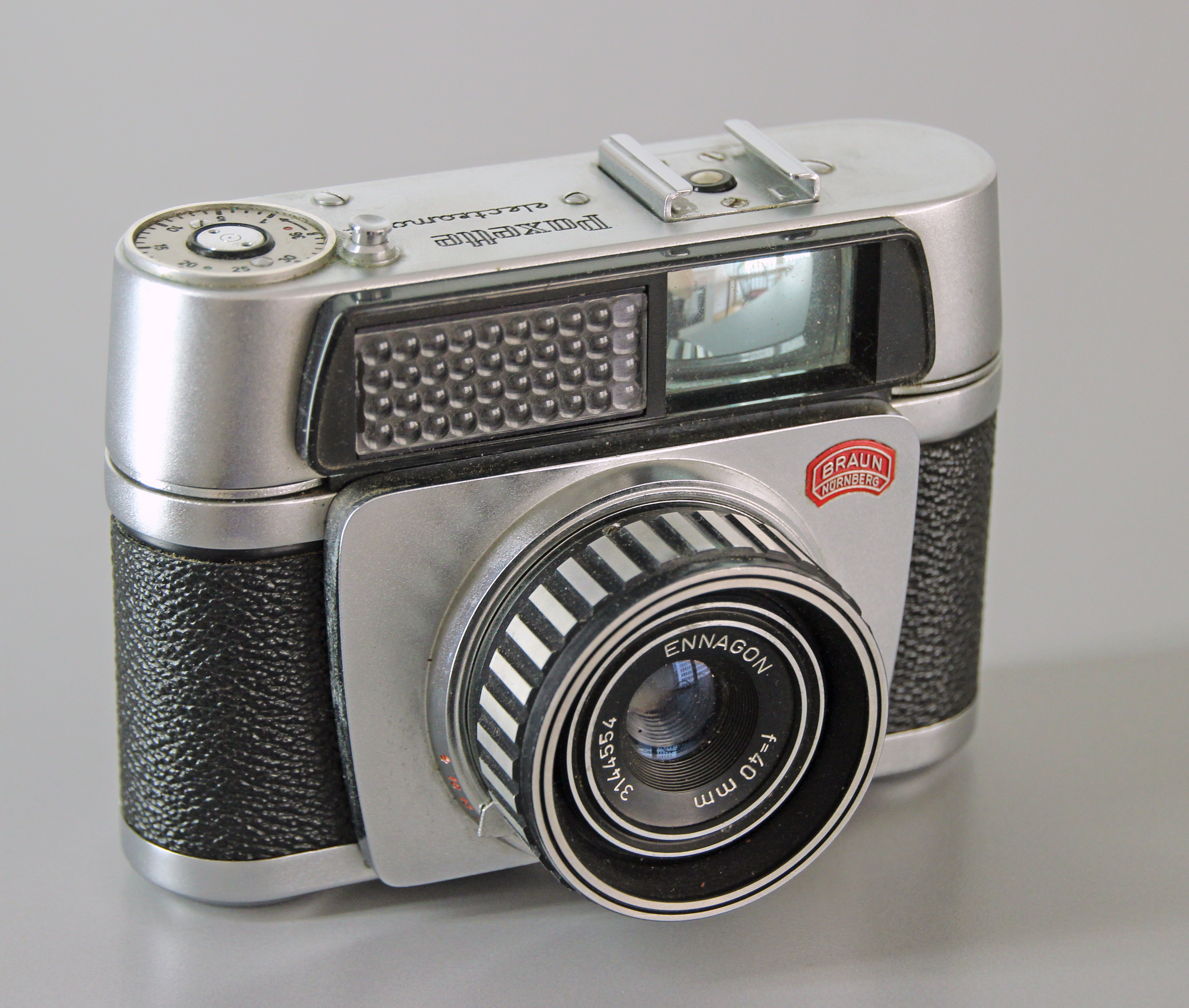
Braun Paxette electromatic (1960–64)

- Imperial Box (6×9, ab 1951 für 6×6-Rollfilm)
- Ideal (1949–1954)[14]
- Norca (1952–1957, Balgenkamera, 6×9 und 6×6)[14]
- Gloria (1949–1957)[14]
- Pax (1954,[15]  auch Paxina, 6×6, sehr kompakt)
- Paxina II (1952–1957, verschiedene Optiken)[16]
- Paxiflash (ab 1961)[17]

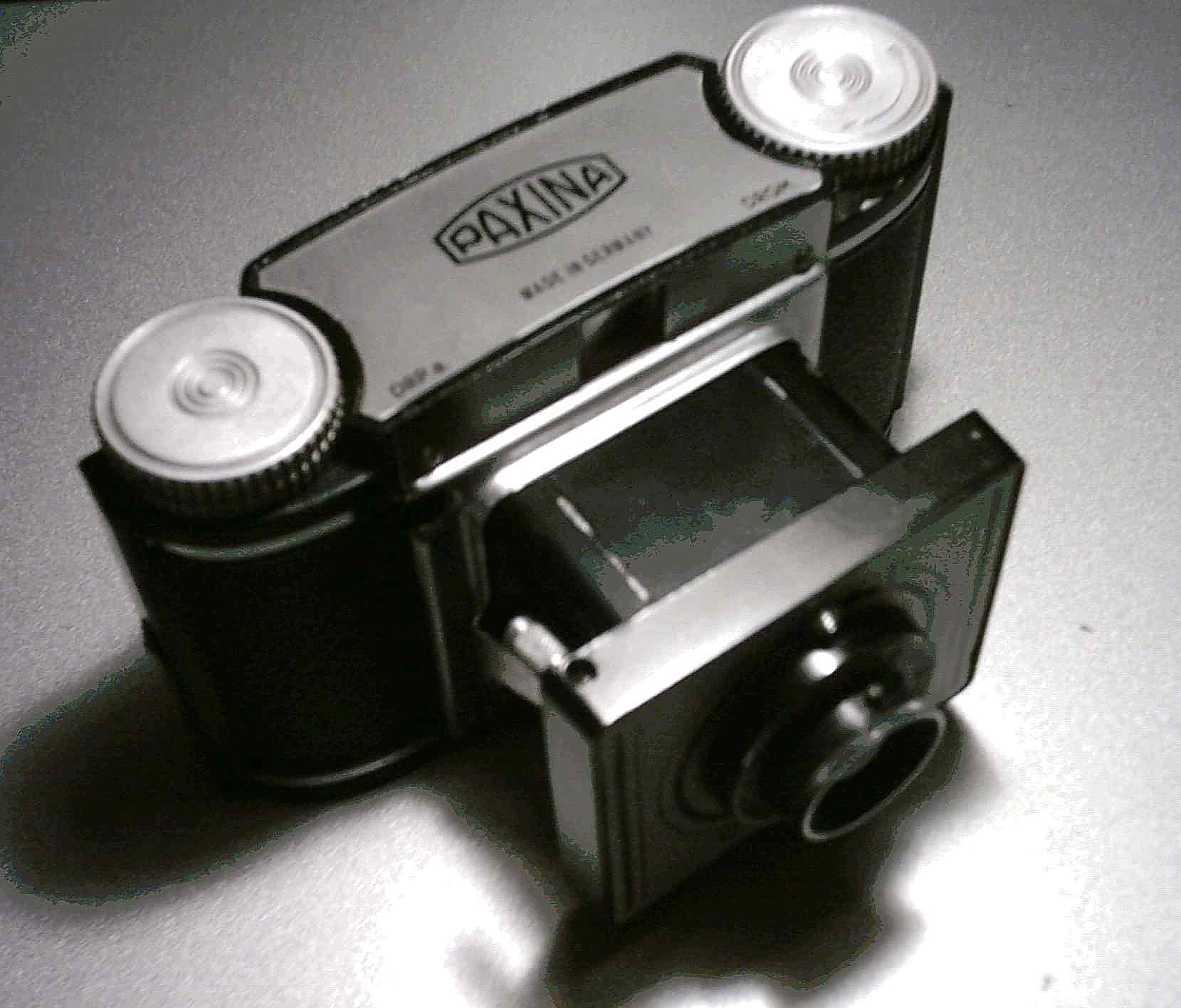
Braun Paxina 6x6
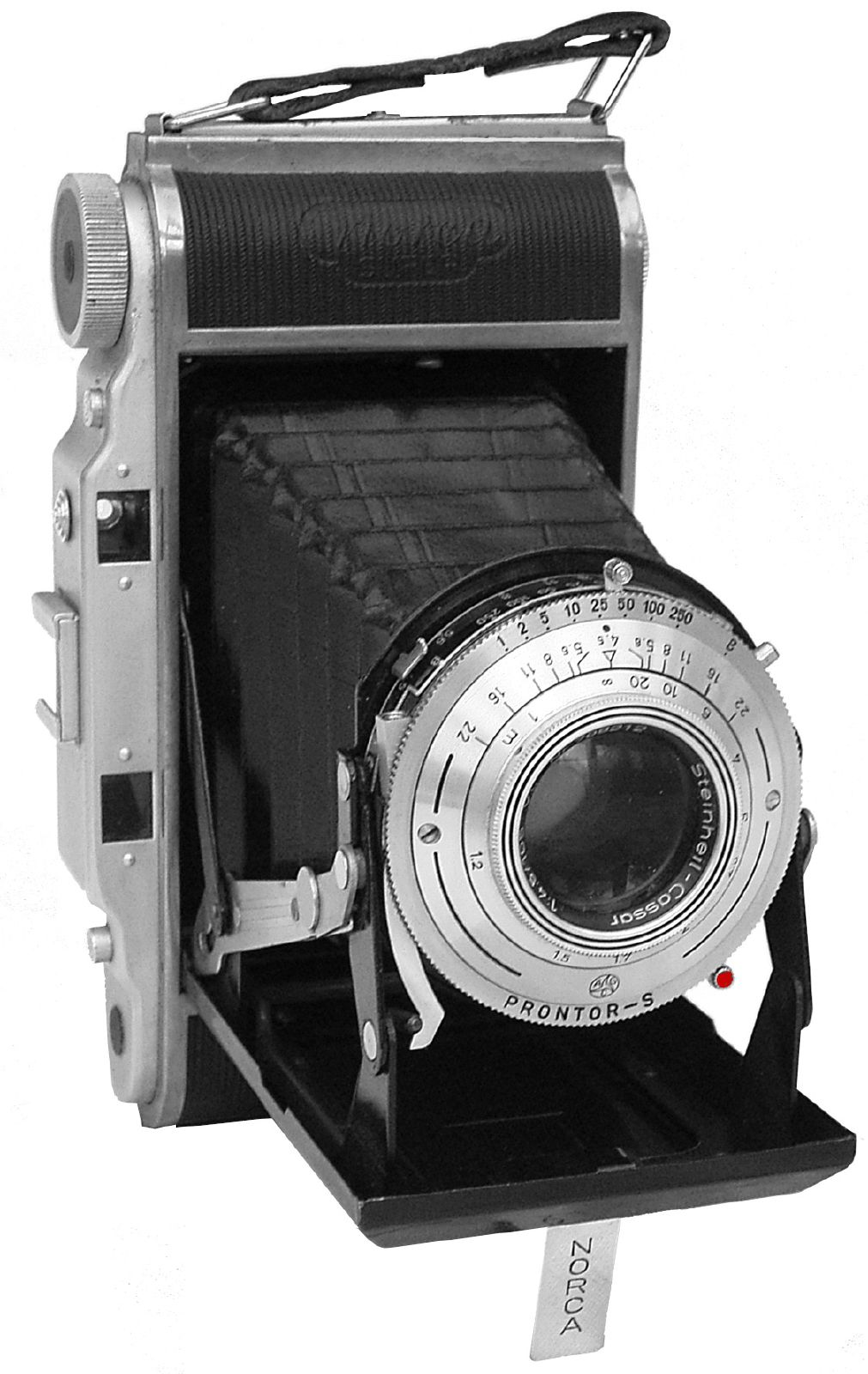
Braun Norca Super (ab 1952)

#### Kleinbildkameras Paxette und Colorette
Die Sucherkamera Paxette wurde 1950 eingeführt und in verschiedensten Ausstattungen bis 1967 (Paxette 35) produziert. Der Name leitet sich vermutlich vom lateinischen Wort „pax“ = „Frieden“ ab, da Braun die Paxette nach 1945 entwickelt hat. Die Kameras waren sehr kompakt gebaut und in der Anschaffung im Vergleich zu einer in der Ausstattung vergleichbaren Leica M2 oder einer Voigtländer Prominent deutlich günstiger.
Manche Ausführungen besaßen auch einen Belichtungsmesser, wie bspw. die Paxette Super IIB oder die Paxette Super III Automatic. Der Zentralverschluss war vom Typ Prontor(Hersteller Gauthier), einige Paxette-28-Modelle hatten Compur-Verschlüsse. Viele Kameras hatten Objektive der Hersteller Staeble und C. A. Steinheil & Söhne.
Einige Modelle konnten auch mit Wechselobjektiven verwendet werden: mit einem M39-Objektivgewinde (Paxette II, 1954–58 und Super Paxette), das jedoch nicht mit dem von Leica verwendeten Schraubgewinde kompatibel war, oder mit Bajonett (Super Colorette II, Automatic Super). Für die Paxette II gab es neben verschiedenen Standardobjektiven Weitwinkel- mit 35 oder 38 mm Brennweite, sowie Teleobjektive mit 85, 90 und 135 mm Brennweite, und für die Automatic auch 200 mm.
Ab 1958 wurde mit der Paxette Reflex auch eine Spiegelreflex-Version angeboten. Für diese gab es auch ein 1: 1,9 Standardobjektiv von Steinheil.
- Paxette I (1950–59)
- Paxette II (1954–58, mit Wechselobjektiven)[20]
- Super Paxette I, II (1953–64, mit Wechselobjektiven)[21]
- Super Paxette III automatic (1958–61, mit Wechselobjektiven)
- Super Colorette (1956–59, Super Colorette II mit Wechselobjektiven)
- Paxette Automatic (1958–62, mit Wechselobjektiven)[24][23]
- Paxette Reflex (1958–62)[27][28]

- Paxette electromatic (1960–64)

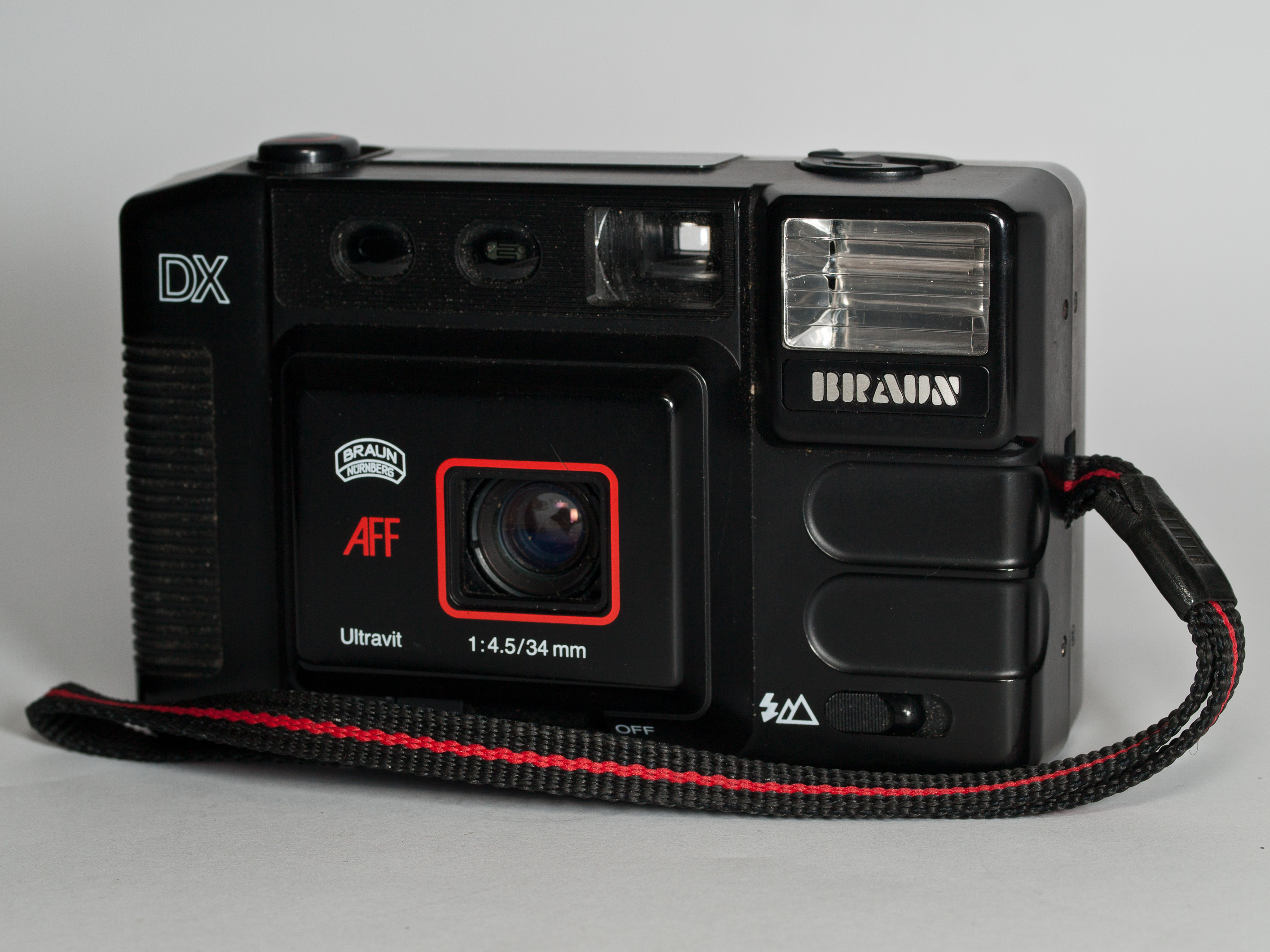
Braun, moderne Kleinbildkamera (1986)

- Paxette 35 (1963–67, als Super Paxette 35 Wechselobjektive)[29]
- Paxette 28 (1965–68) für 126er-Kassetten-Film

#### Kleinbildkameras, weitere
- Gloriette (1954–1956)[30]

- CB 35 (1988)

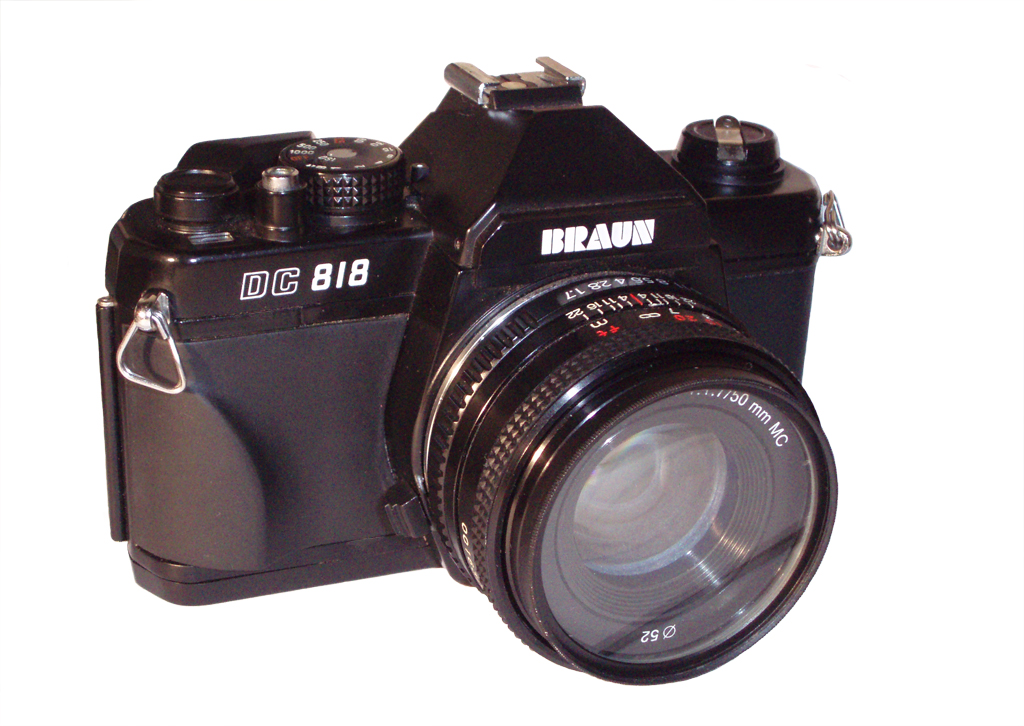
Braun DC 818, Spiegelreflexkamera

- Trend M Motor (1988, in schwarz und rot mit sogenannten Fixfokus)[31]
- Handy F2 (1992)[32]
- DC 818, Spiegelreflexkamera
- SR 2000, Spiegelreflexkamera (1999; mit Pentax K (Modell PK) oder Minolta-Bajonett (Modell MD))[33]
- Braun trend zoom 3260 (2008)[34]

Auftragsfertigung
- Rothlar (Nürnberg) Gazelle (etwa 1958, ähnlich der Braun Gloriette)[35]
- Mondo Mondomatic (etwa 1958, ähnlich Braun Paxette Automatic Super III)[36]

### Projektoren

#### Diaprojektoren
Ab 1954 stellte das Carl Braun Camera-Werk Diaprojektoren her. Diese Produkte sollten nicht verwechselt werden mit den Diaprojektoren der Braun GmbH aus Kronberg/Taunus.
Die Projektoren waren mit unterschiedlichen Projektionsobjektiven unter dem Markennamen Braun bestückt:

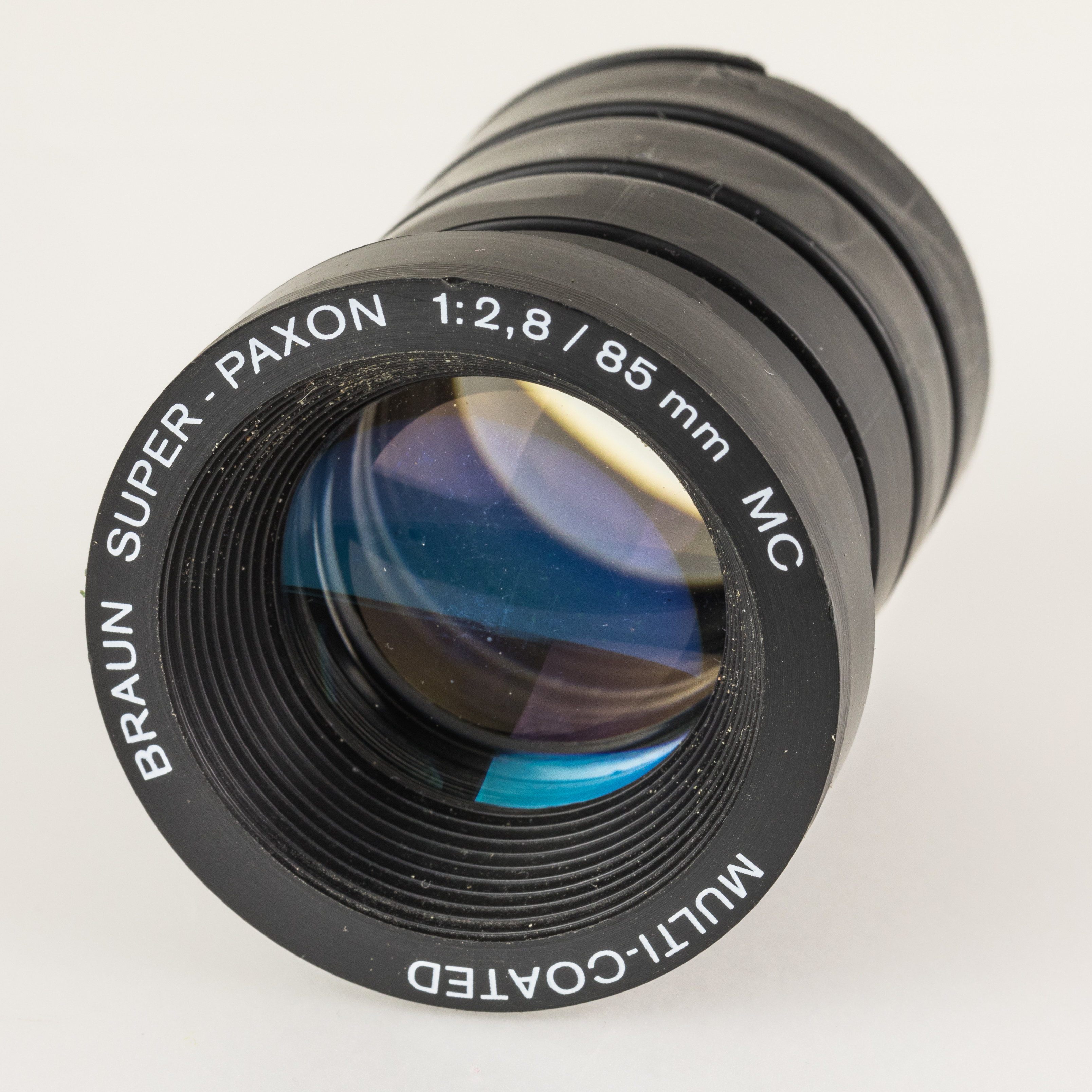
Projektionsobjektiv Super-Paxon 1:2,8/85

- Super Paxon und Color-Paxon (1:2,8/85 mm);
- ULTRALIT PL (1:3,5/70-120 mm MC)
- Braun-Stellar (1:3.5/150 mm)

Teilweise wurden auch Markenobjektive anderer Hersteller verwendet:
- Staeble, Stellar und Stellagon (1:2,8/85 mm);
- ISCO, Paxigon (1:2,8/85 mm)
- Roeschlein-Kreuznach, Super-Stellar (1:2,5/100 mm).

##### Paximat

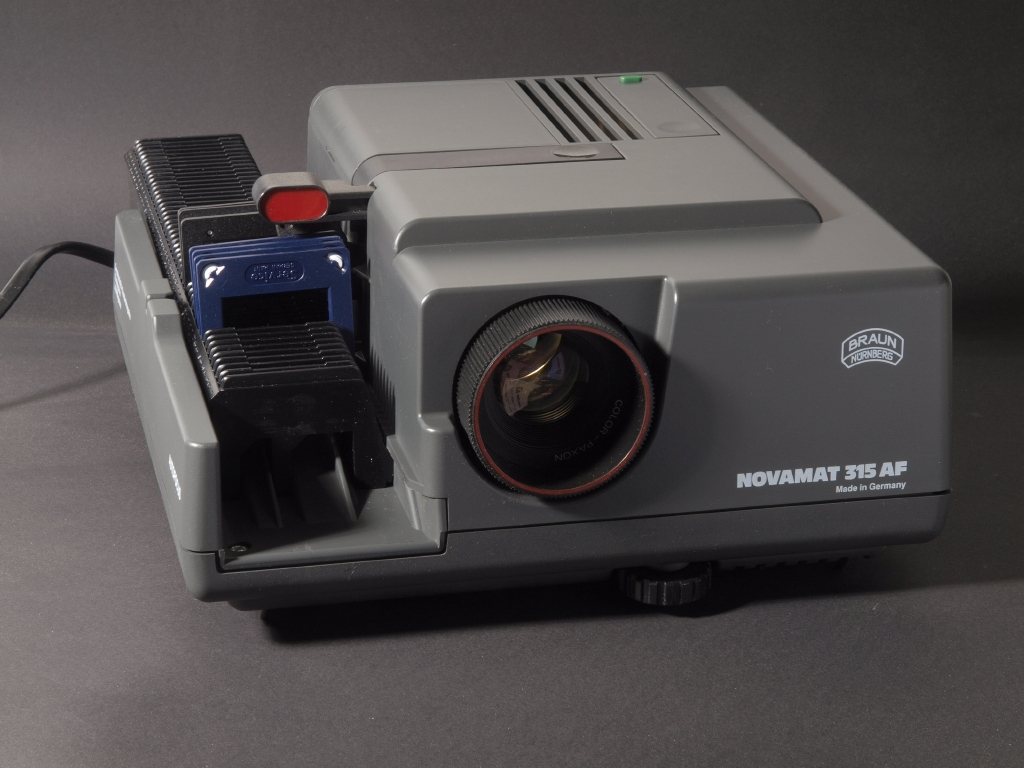
Braun Novamat 315 AF (für Gemeinschafts- und CS-Magazine)

Das Modell Paximat war einer der erfolgreichsten halbautomatischen Diaprojektoren am Markt (z. B. Paximat Super N24+J). Spätere Modelle (Paximat Multimag 5015 AFC, Paximat International 1950) waren mit Autofokus, Fernbedienung und teilweise mit Mikroprozessor-Steuerung ausgestattet. Bis 1997 wurden mehr als vier Millionen Stück der Reihe Paximat verkauft.
Die Paximat-Magazine konnten auch in Revue (Foto Quelle) Diaprojektoren verwendet werden, und Braun stellte auch die meisten Revue-Diaprojektoren her.

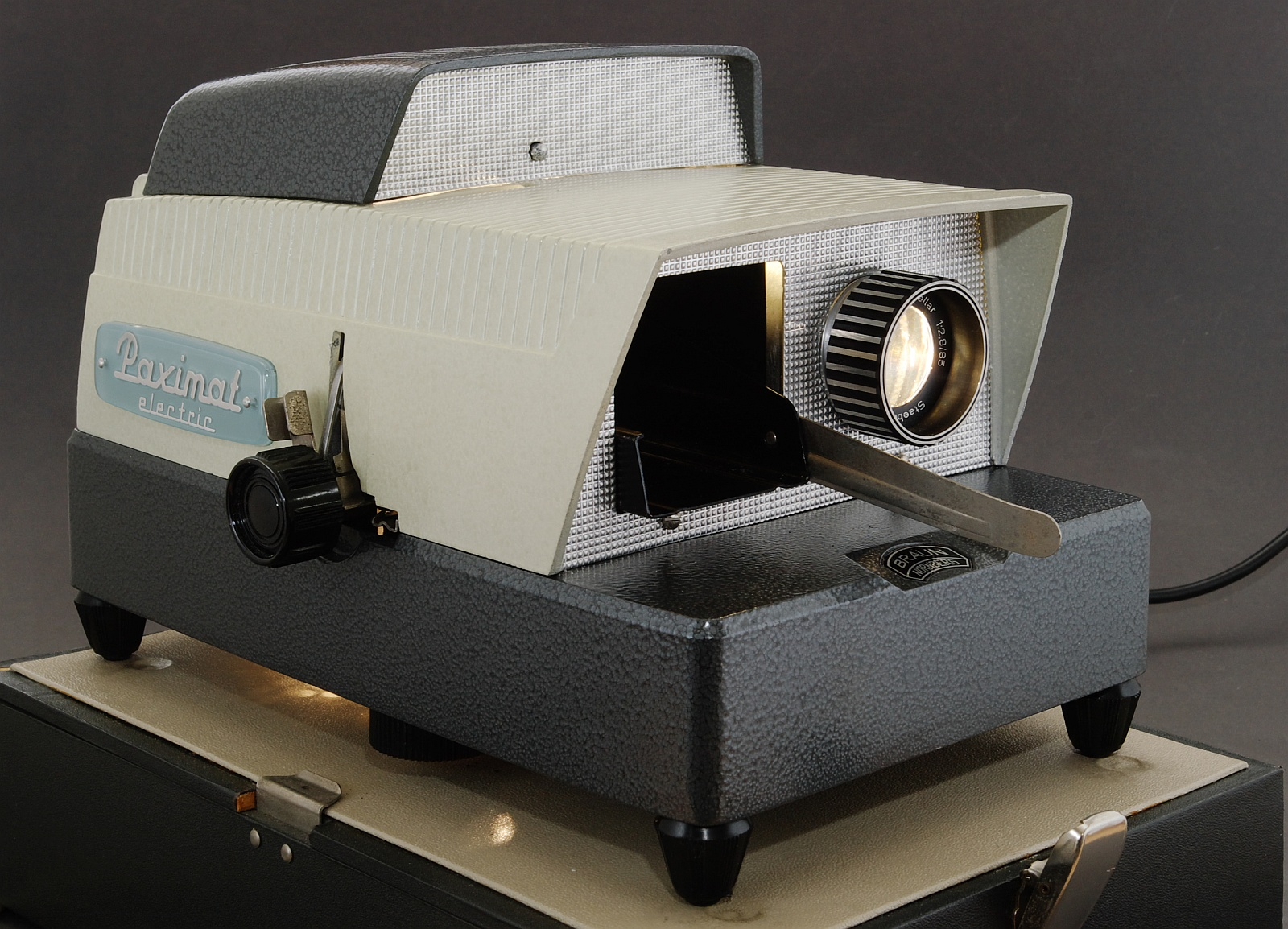
Braun Paximat electric
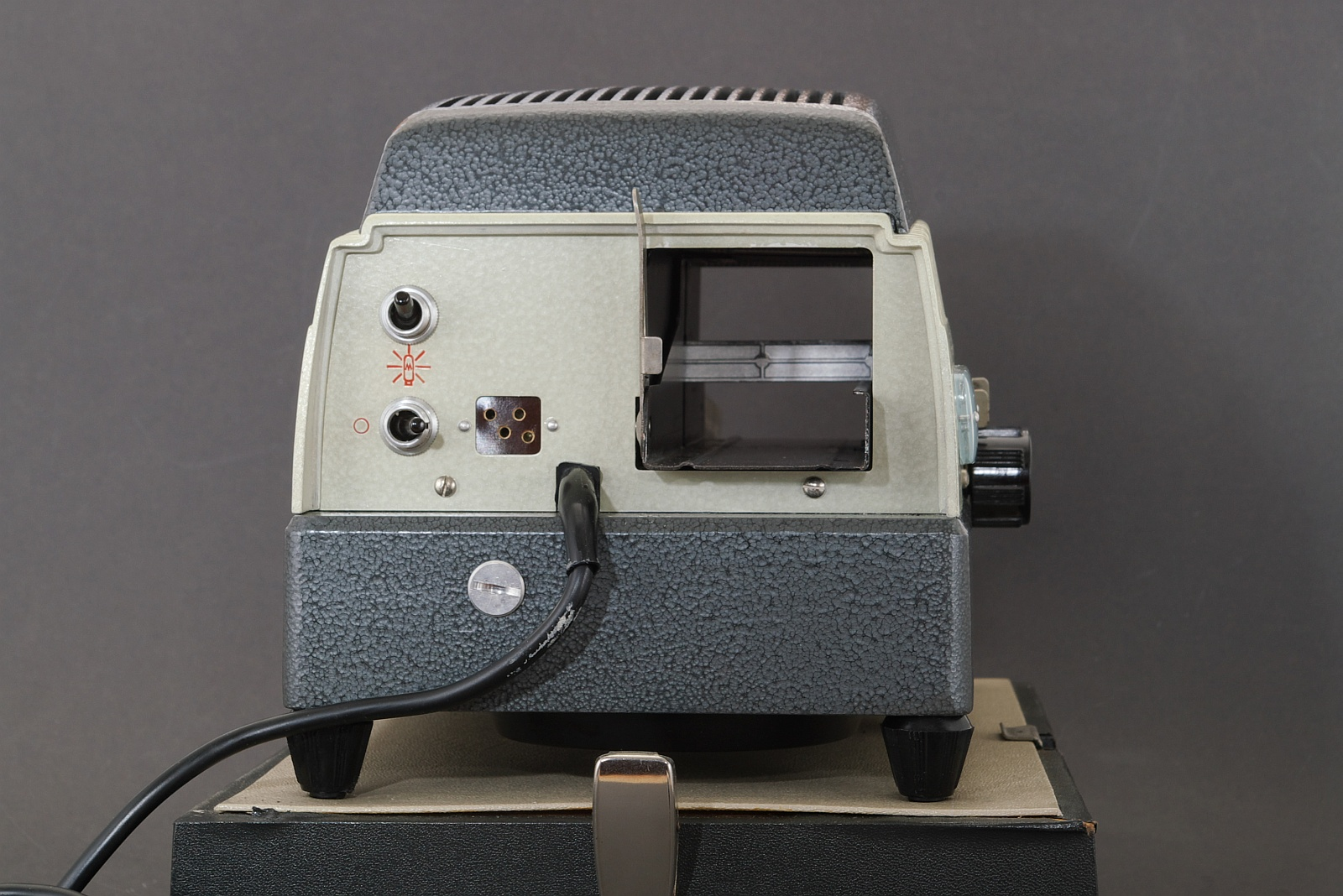
Paximat electric, Rückansicht
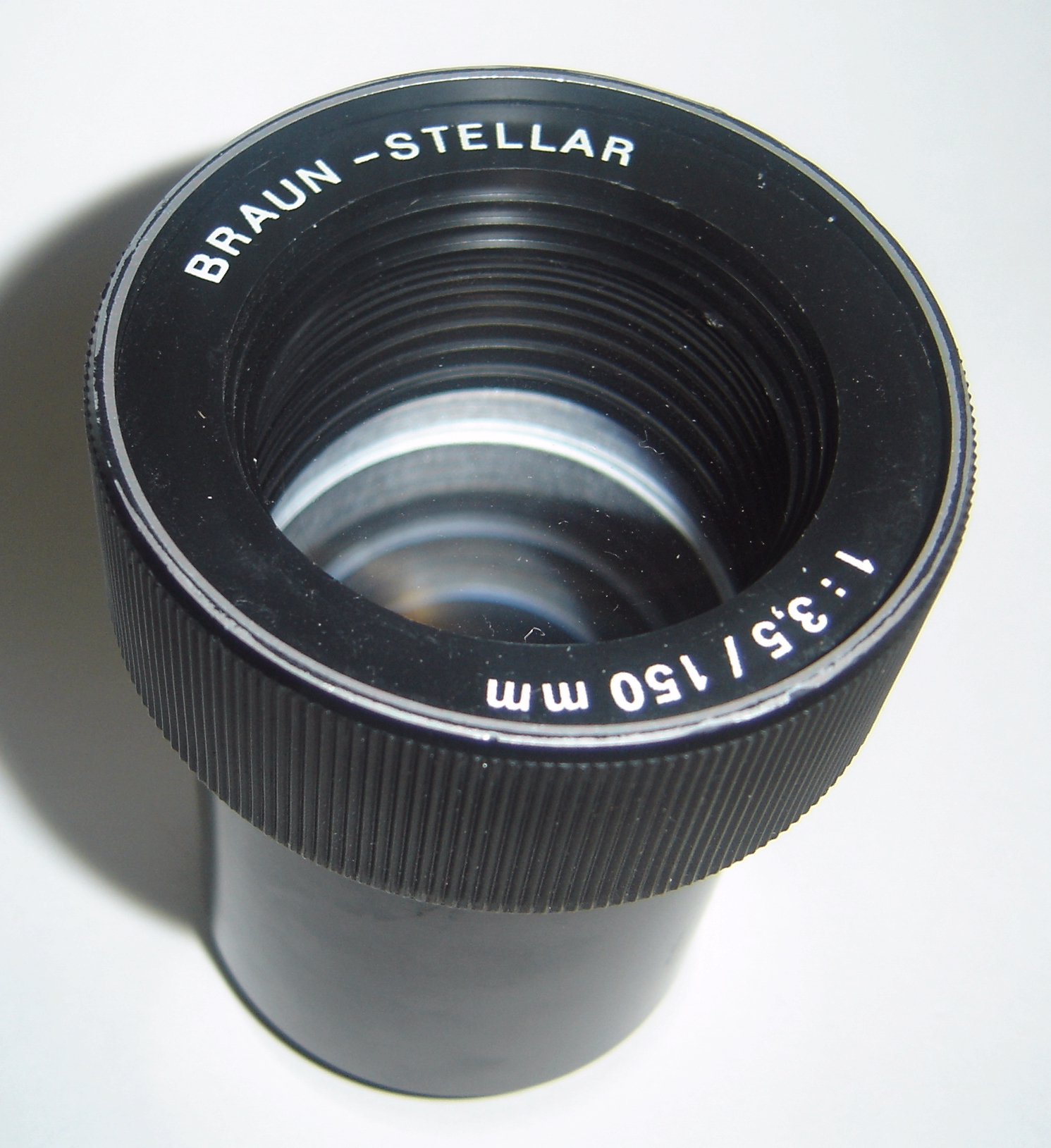
Braun-Stellar Projektionsobjektiv 1:3,5/150 mm für Paximat Super N24+J
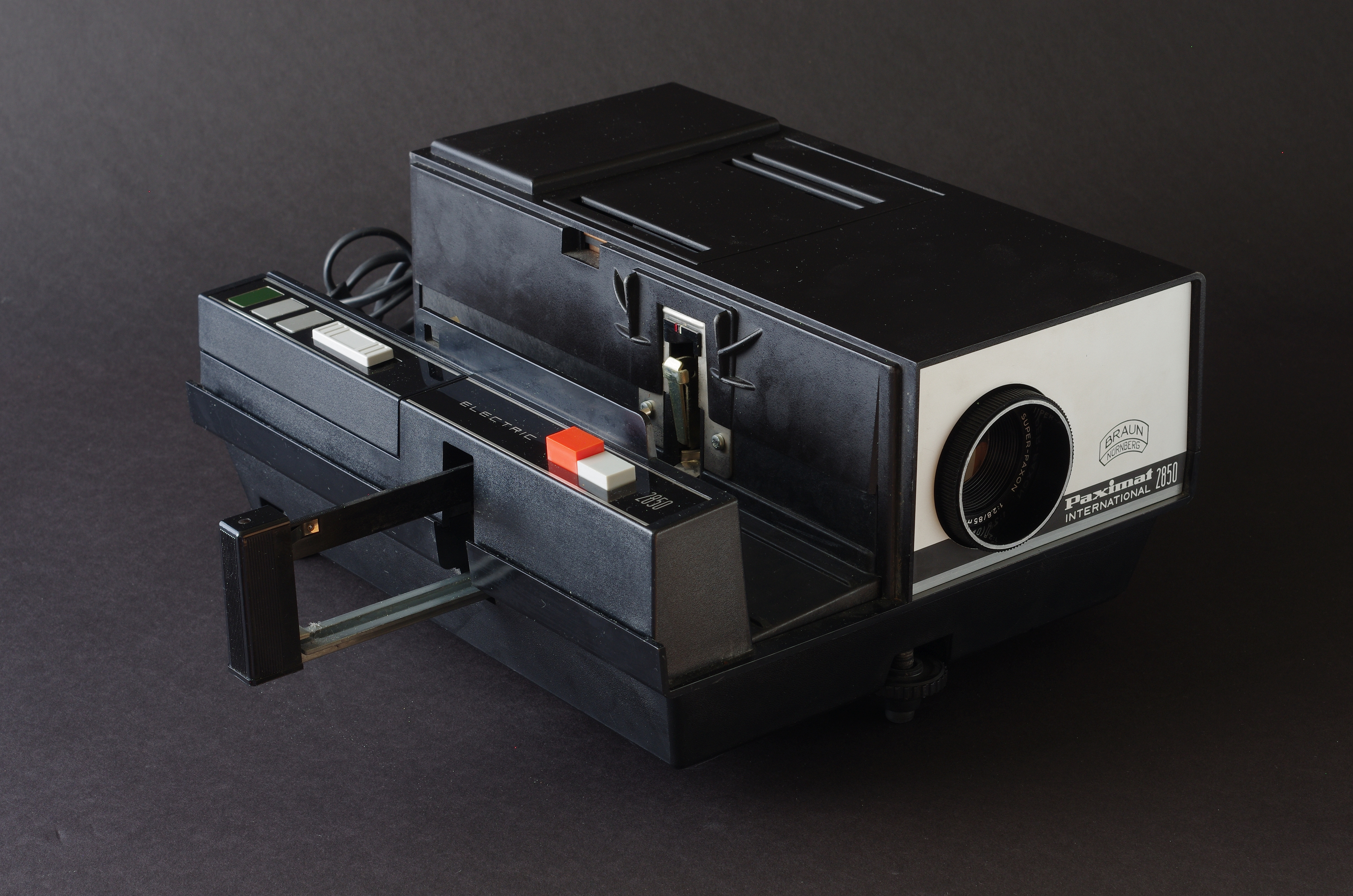
Braun Paximat 2850
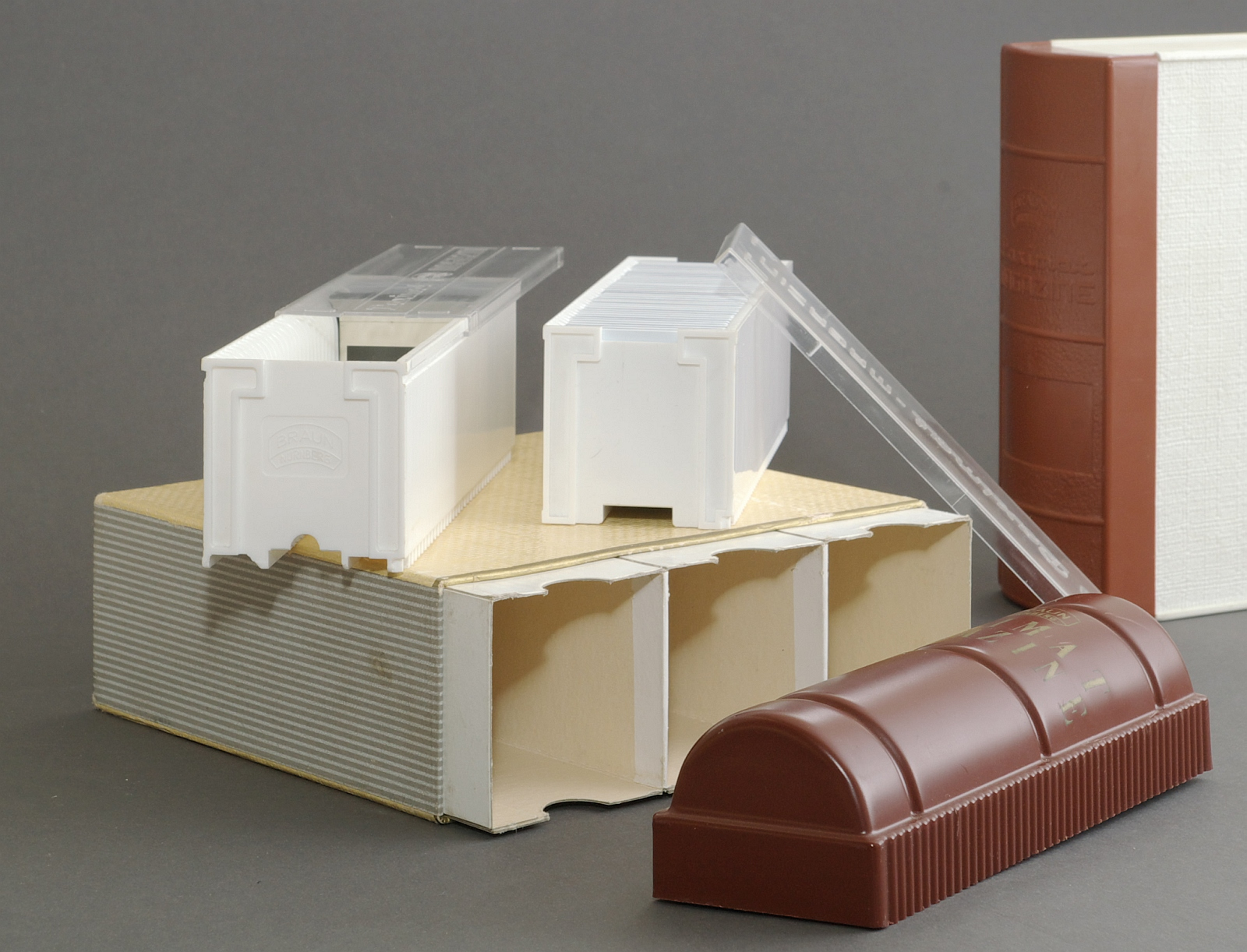
Braun Paximat Magazine und Schuber
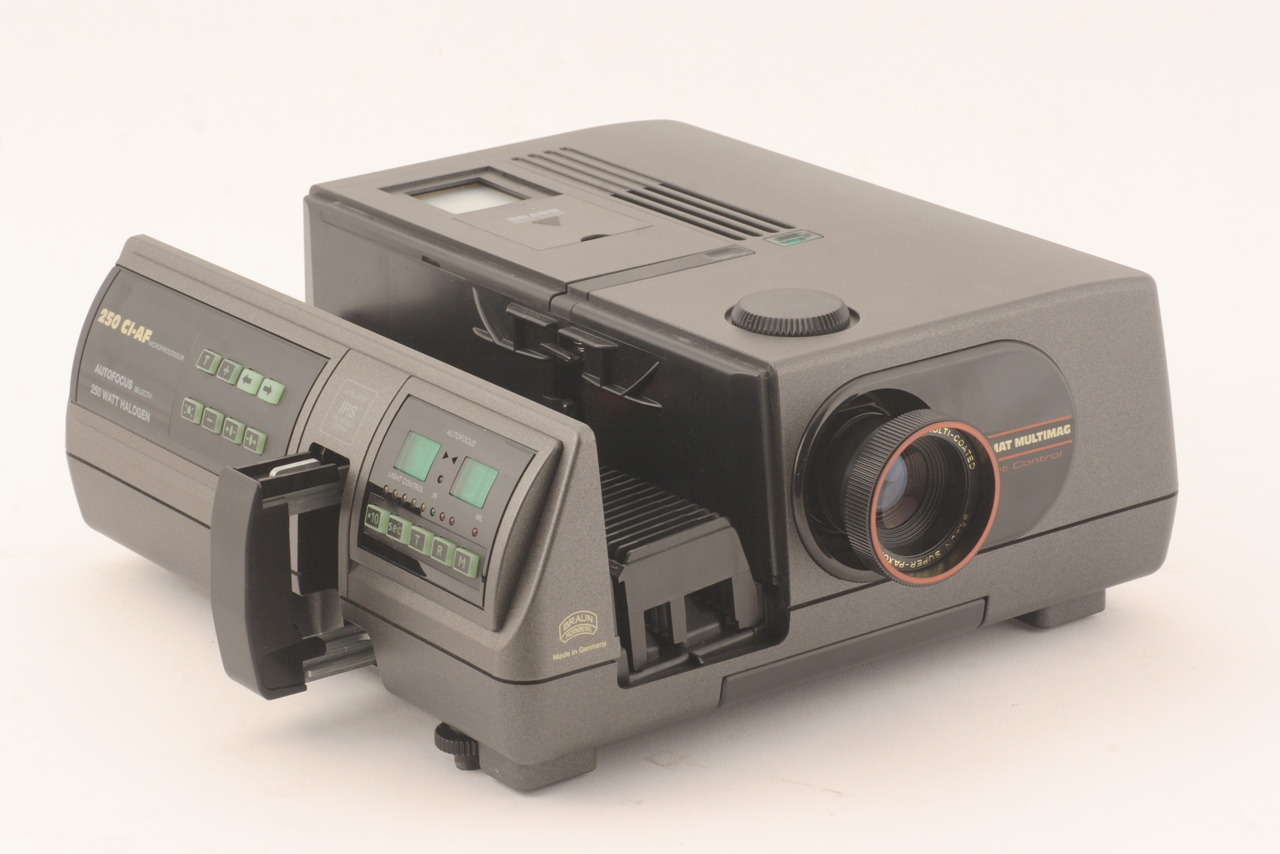
Paximat Multimag

##### Novamat
Eine weitere Serie von Diaprojektoren trug den Namen „Novamat“ (z. B. Novamat 315 AF, Novamat 515 AF; NOVAMAT 515 AF-I Autofocus). Der Novamat 150 FM-M-Monitor Novamat 515-AF-M hatten zusätzlich einen Monitor zur Diabetrachtung.

#### Episkope
Braun stelle eine Serie von Episkopen mit dem Namen Paxiscope (z. B. Paxiscope 650, Paxiscope XL) her. Die Projektionsobjektive tragen meist die Bezeichnung Braun Super Paxigon; typische Spezifikationen sind 1:2,5/200 mm für kleinere und 1:3,5/280 mm für größere Geräte. Die Objektive wurden teilweise von Will, Wetzlar, bezogen.
Auch 2020 sind zwei Paxiscope-Geräte, Paxiscope XL und XXL, mit Braun Super Paxigon MC-Objektiven im Angebot.